# 隆慶省

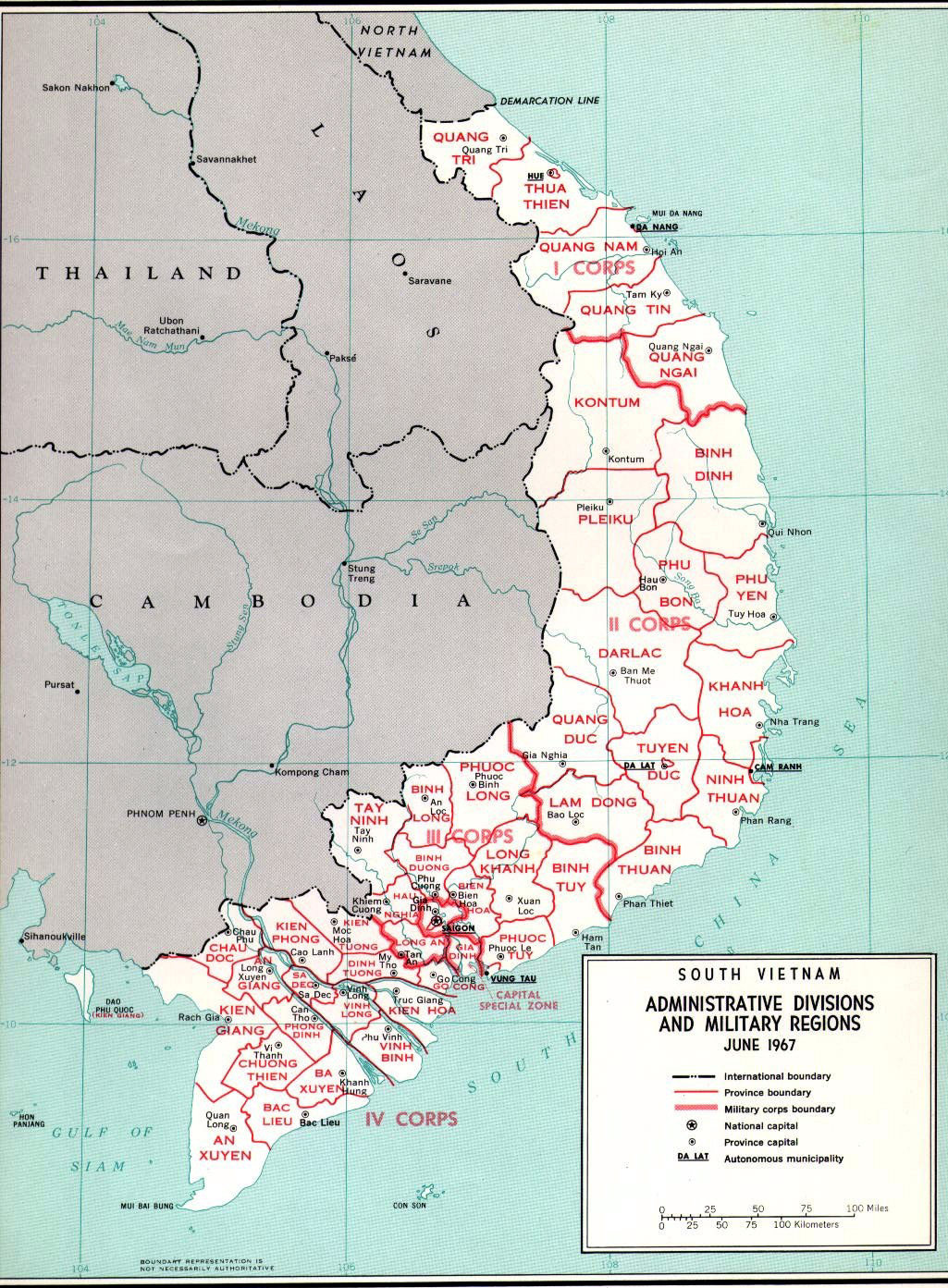
1967年的地图显示了越南共和国隆慶省的省界

隆慶省（越南语：／）是越南曾经设立的一个省。该省占地面积3,001平方公里，毗邻林同省、平綏省、福綏省、邊和省、平陽省、福隆省。
1976年2月，越南南方共和国臨時革命政府将隆慶省并入同奈省。

## 行政區劃
1970年，隆慶省下轄3郡。
- 春祿郡
- 定貫郡
- 儉辛郡